# ミートパイ
ミートパイ（英語: Meat pie）とは、小麦粉、バターを多く使ったパイ生地の中に挽肉（主に牛肉）をいれて焼き上げたもの。伝統的なイギリス料理であるが、欧米各国で食される一般的な食べ物でもある。

## 概要

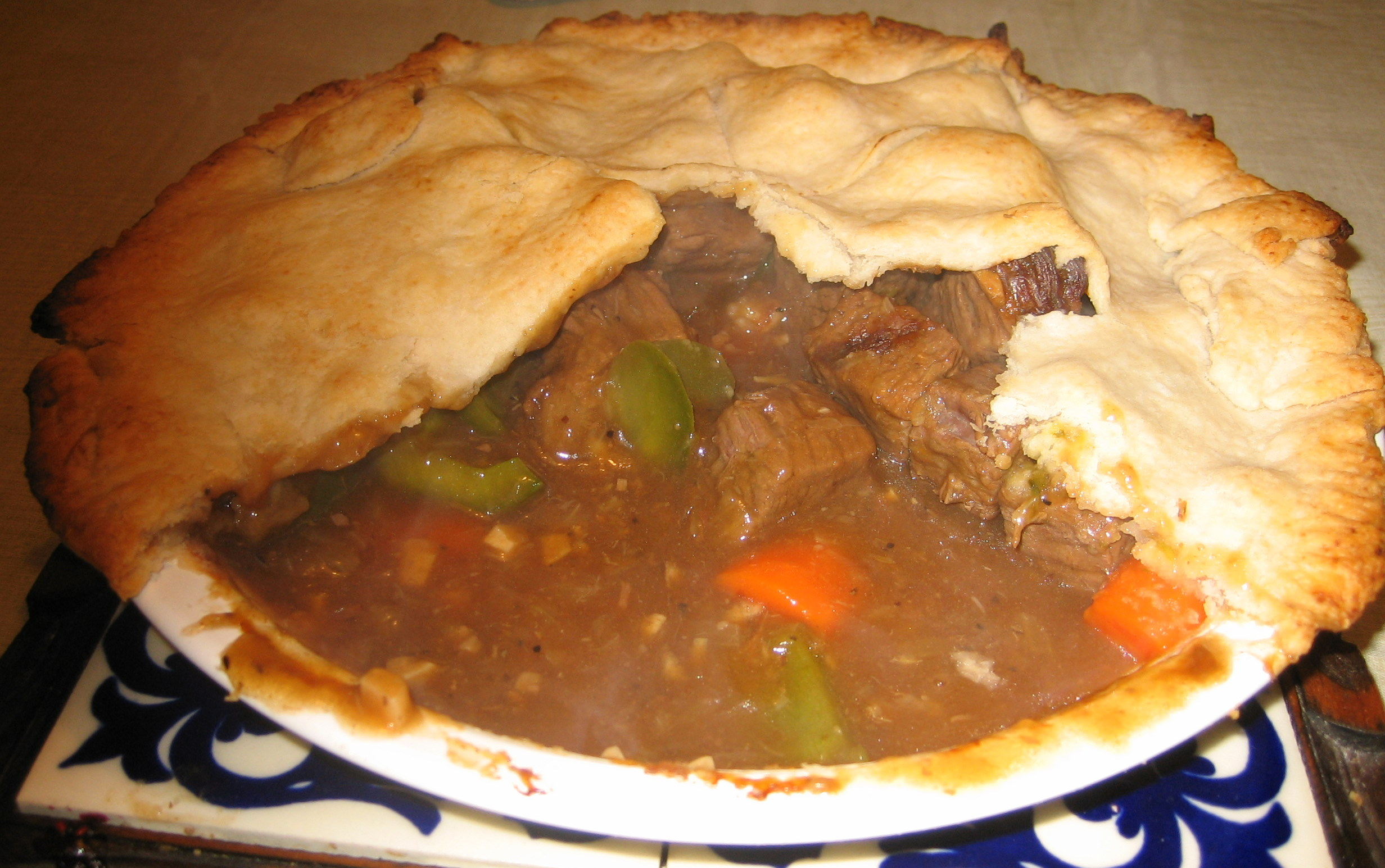
牛肉と野菜の手作りミートパイ

ミートパイの歴史は古く、古代エジプトにまで遡る。ラムセス2世の壁画に描かれていたのが最古だとされている。また古代ギリシアではアルトクリース（Artocreas）と呼ばれた食べ物があり、その製法は練り粉の生地の上に料理した肉をのせた非常にシンプルなもの。その後古代ローマ時代に改良されるようになり、パイ生地の中に肉を入れて焼き上げる現在の製法へと変わった。
だが起源については各国が主張しており、あまりわかっていない。フランスでは14世紀にイール・パイ（Eel Pie）のレシピが出版されており、フランスではミートパイの元祖であると信じられている。イギリスでは中世期、コーファー（Coffers）と呼ばれるミートパイが一般化され、また宗教上の理由で金曜日には魚を使ったフィッシュパイも作っていたという。その後オーストラリアやアメリカに伝わり独自の生活文化と融合していった。